# Chacras de Dolores
Chacras de Dolores es una localidad rural uruguaya ubicada en el departamento de Soriano. Rodea la ciudad de Dolores casi totalmente. Limita al norte con el río San Salvador.

## Demografía
En 2011, Chacras de Dolores tenía una población de 1.961 habitantes.
| Año  | Población |
| ---- | --------- |
| 1996 | 2.337     |
| 2004 | 3.251     |
| 2011 | 1.961     |